# Everything I Wanted
«Everything I Wanted» (укр. «Все, що я хотіла») — пісня американської співачки Біллі Айліш, написана нею в співавторстві із братом Фіннеасом О'Коннелом, який став продюсером пісні. Пісня вийшла на лейблах Darkroom і Interscope Records як окремий сингл 15 листопада 2019 року, а пізніше увійшла до японського видання та делюкс-видання дебютного студійного альбому Айліш When We All Fall Asleep, Where Do We Go? (2019) у грудні того ж року. Пісня належить до жанрів попмузики та альтернативного року, з елементами хауса й електроніки, та містить мінімалістичну партією фортепіано та даунтемпо-бас. Пісня натхненна кошмаром, який пережила Айліш, та розповідає про її міцні стосунки з братом, який захищає її від шкоди.
«Everything I Wanted» отримала схвальні відгуки критиків. Пісня досягла восьмого місця в американському чарті Billboard Hot 100, ставши другим хітом Айліш, що потрапив до десятки найкращих пісень США. Вона дебютувала на вершині музичних хіт-парадів кількох країн, включаючи Ірландію та Норвегію, і досягла третього місця в чарті синглів Великобританії. «Everything I Wanted» отримала кілька золотих та платинових сертифікатів, у тому числі чотириразову платину в Канаді. 24 листопада 2020 року пісня була номінована як «Пісня року» та «Найкраще сольне попвиконання» на 63-й щорічній церемонії вручення премії «Греммі», та була визнана «Записом року».
Айліш зняла музичне відео до пісні, яке було завантажено на її канал на YouTube 23 січня 2020 року. Кліп, в якому Айліш і Фіннеас тримаються за руки, заїжджаючи на Dodge Challenger через місто в океан, отримав позитивні відгуки від критиків, які високо оцінили його візуальну частину та меседж. Айліш кілька разів виконувала «Everything I Wanted» наживо; пісня увійшла до сет-листу її світових турів When We All Fall Asleep Tour (2019) і Where Do We Go? (2020). Айліш і Фіннеас виконали трек під час 50-хвилинної прямої трансляції для Verizon Communications у квітні 2020 року, а також на 63-й церемонії вручення премії «Греммі» в березні 2021 року.

## Створення пісні
У жовтні 2019 року Фіннеас О'Коннелл заявив, що вони із сестрою Біллі Айліш працюють над новою музикою. У листопаді того ж року Айліш оголосила про випуск двох нових пісень і кліпу на пісню «Xanny», який був випущений наступного місяця. Айліш оголосила назву пісні «Everything I Wanted» і дату її випуску під час прямої трансляції в Instagram 10 листопада 2019 року. «Все, що я хотіла» було використано в рекламі навушників Beats by Dre, де знімалася Айліш. Спочатку трек мав назву «Nightmare».
Айліш і О'Коннелл, більш відомий під сценічним псевдонімом Finneas, почали писати «Everything I Wanted» у вересні 2018 року. Айліш надихнув на написання пісні сон, у якому вона померла після того, як стрибнула з мосту Золота Брама, і це нікого не хвилювало. Айліш не могла перестати думати про свої кошмари, і вирішила спробувати разом з О'Коннеллом втілити власні страхи в новий трек. Коли вона розповіла О'Коннеллу про цю ідею, йому стало дуже незручно. В інтерв'ю The New York Times Айліш сказала, що «психічно була в дуже поганому стані», а О'Коннелл сказав, що не хоче допомагати їй написати безнадійну пісню про самогубство, оскільки він і їхні батьки були стурбовані її благополуччям. Він сказав Айліш, що вона «не завжди може вирішити [свої] проблеми за допомогою пісні»/ Айліш переконала О'Коннелла та їхніх батьків, сказавши їм, що написання «Everything I Wanted» — це «спосіб відчути ці речі, не роблячи нічого з собою». Айліш і О'Коннелл змінили тему пісні на взаємну підтримку та єдність, а не на депресію та самогубство. Дует обговорив, як їхні стосунки та розуміння того, чим є музика, змусили їх писати музику разом. У пісні також згадується почуття Айліш щодо слави, яка її іноді розчаровує.
Мастеринг «Everything I Wanted» зробив Джон Грінхем, а зведення — Роб Кінельскі; обидва вони були студійними звукоінженерами. Пісня була випущена для цифрового завантаження та для потокового відтворення як сингл 13 листопада 2019 року на лейблах Darkroom та Interscope Records. Її додали до перевидання дебютного студійного альбому Айліш When We All Fall Asleep, Where Do We Go? у грудні 2019 р. Флексі-диск із піснею був випущений за попереднім замовленням і відправлений протягом наступних чотирьох-шести тижнів. Реліз йшов разом із цифровим синглом, який було надсилали клієнтам із США електронною поштою. Обкладинку синглу, абстрактну картину мосту Золота Брама в Сан-Франциско, штат Каліфорнія, створив Джейсон Андерсон.

## Композиція
«Everything I Wanted» має помірно швидкий темп 120 ударів на хвилину (BPM) і грається в тональності ля мажор, тоді як діапазон голосу Айліш охоплює від низької ноти E3 до високої ноти B4. За словами Джема Асвада з Variety, в пісні широко використовується реверберація, «ніжний бітбокс і м'які туманні клавішні рифи». Рецензенти відносили композицію до жанрів попмузики із впливом хауса та електроніки та альтернативної попмузики. Він має мінімалістичне аранжування, що складається фортепіано та давнтемпо-басу. За словами Лейка Шатца з Consequence of Sound, пісня має «економний ритм і тихі клавіші».
За словами Айліш, пісня присвячена її стосункам з О'Коннеллом і тому, як він її постійно підтримує. Перший куплет пісні втілює досвід боротьби Айліш з депресією та психічними захворюваннями. На початку треку співачка розповідає, що покінчила життя самогубством, і це нікого не хвилює: «Я думала, що можу літати / Тож я зійшла із Голдена / Ніхто не плакав / Ніхто навіть не помітив / Я побачила, як вони стоять там / І сподівалася, що може їм буде не все одно». У приспіві Айліш і О'Коннелл розповідають про взаємну підтримку один одного і про те, як О'Коннелл допомагає Айліш боротися зі славою та її особистими демонами. Дані Блум з Pitchfork заявила, що пісня «має багатошаровий вокал, який розбухає та оточує Айліш у бриджі», коли вона запитує: «Якби я тоді все це знала, чи зробила би я це знову? / Якби вони знали, що все, що вони кажуть, потрапить мені в голову / Що б вони сказали замість цього?»

## Критичні відгуки
«Everything I Wanted» отримала широке визнання критиків. Пісню високо оцінила Келлі Алгрім з Insider, назвавши її «продумано динамічною», а текст — «захоплюючим портретом їхнього вміння співпрацювати». Джон Караманіка з The New York Times сказав, що клавішні на записі «термінові» та «елегічні», а приспів назвав «виснажливим, але вселяючим надію». Бренна Ерліх із Rolling Stone заявила, що пісня демонструє «м'якшу, сумнішу версію Айліш» і описала трек як «роздум про славу». В рецензії в журналі Clash Робін Мюррей сказав, що ця пісня «однозначно вирізана з ніжної сторони Біллі». В редакції DIY відзначили «крутий, тихо оптимістичний продакшн». Геран Мамо з Billboard назвала трек «зворушливим триб'ютом». Майк Васс із Idolator сказав, що ця пісня була «моторошною, але заспокійливою». Старр Боуенбенк, яка писала для журналу Cosmopolitan, назвала її піснею, яка «залишить вас ридати в калюжі власних сліз». Ренді Холмс з радіо ABC News описав трек «Everything I Wanted» як «емоційний» і «холодний». Джулія Еммануеле з журналу Bustle зазначила, що пісня «дає зрозуміти, що досвід Айліш в управлінні своїм психічним здоров'ям постійно змінюється, але, здається, співачка сповнена рішучості оточити себе такими людьми, як Фіннеас, які допомагають їй пройти через це».
Жасмін Гомес, яка писала для Seventeen, назвала «Everything I Wanted» «нав'язливим, але прекрасним триб'ютом» від Айліш до Фіннеаса. Ріан Дейлі з NME написала: «Месседж треку є послідовним і чітким. Дует підтримує один одного, захищаючи від зовнішнього світу та допомагаючи змінити уявлення про себе». Брент Фурдик, в статті для Entertainment Tonight Canada, назвав пісню «зворушливою даниною доброті [Айліш і О'Коннелла]». У рецензії для Los Angeles Times Август Браун назвав пісню «туманною, лункою петлею, що містить її низький голос попереду та у центрі міксу». В програмі Electronic Beats порівняли трек із першим хітом Айліш «Bad Guy», а Джем Асвад із Variety сказав, що це «ані загрозливий бенгер, як „Bad Guy“, ані балада, як „I Love You“». Сем Пранс з PopBuzz назвав текст пісні «серцерозривно особистим». Еллі Джеммілл з Teen Vogue описала «Everything I Wanted» як «похмурий», «повільний» і «інтроспективний» трек. У рецензії на Stereogum Кріс Девілл сказав, що трек надає «кристалічного водянистого оберту її характерному звучанню».

## Нагороди та номінації
| Премія                   | Рік      | Категорія                               |           |        |
| ------------------------ | -------- | --------------------------------------- | --------- | ------ |
| MTV Video Music Awards   | 2020     | Відео року                              | Номінація | [ 39 ] |
| MTV Video Music Awards   | 2020     | Пісня року                              | Номінація | [ 39 ] |
| MTV MIAW Awards Brazil   | 2020     | Світовий хіт                            | Номінація | [ 40 ] |
| Meus Prêmios Nick        | 2020     | Улюблений міжнародний хіт               | Номінація | [ 41 ] |
| MTV Europe Music Awards  | 2020     | Найкраще відео                          | Номінація | [ 42 ] |
| Греммі                   | 2021     | Запис року                              | Перемога  | [ 43 ] |
| Греммі                   | 2021     | Пісня року                              | Номінація | [ 43 ] |
| Греммі                   | 2021     | Краще сольне попвиконання               | Номінація | [ 43 ] |
| iHeartRadio Music Awards | 2021 рік | Пісня року в стилі альтернативного року | Номінація | [ 44 ] |
| iHeartRadio Music Awards | 2021 рік | Найкращий текст пісні                   | Номінація | [ 44 ] |

## Комерційні показники
«Everything I Wanted» дебютувала під номером 74 в американському хіт-параді Billboard Hot 100 23 листопада 2019 року, а наступного тижня піднялася до восьмого місця в чарті; це був лише другий раз, коли хіт Айліш потрапив до десятки найкращих пісень у Сполучених Штатах. Пісня також досягла успіху в неосновних чартах Billboard; у лютому 2020 року вона очолила чарт пісень на радіо Billboard Alternative Songs; пісні Айліш потрапили на вершину чарту втретє, що було повторенням рекорду Бека і Аланіс Моріссетт за найбільшою кількістю перемог у чарті альтернативних пісень. «Everything I Wanted» також потрапила до першої п'ятірки в чартах Adult Top 40, Dance/Mix Show Airplay, Mainstream Top 40 і Hot Rock & Alternative Songs. Асоціація звукозаписної індустрії Америки (RIAA) надала пісні потрійну платинову сертифікацію, що було еквівалентно продажу трьох мільйонів одиниць синглу.
Щодо решти світу, «Everything I Wanted» посіла восьме місце в чарті Canadian Hot 100 і отримала чотириразову платинову сертифікацію від Music Canada (MC). У Сполученому Королівстві пісня досягла третього місця в чарті синглів Великобританії, ставши третім хітом Айліш, що потрапив до десятки кращих пісень у Сполученому Королівстві. Він отримав подвійну платинову сертифікацію від British Phonographic Industry (BPI), яка еквівалентна продажу 1 200 000 одиниць синглу. Трек посів друге місце в австралійському чарті синглів, а також отримав 8-кратний платиновий сертифікат від Австралійської асоціації звукозаписної індустрії (ARIA). «Everything I Wanted» посіла вершину чартів в Естонії, Ірландії, Латвії Литві та Норвегії, а також досягла десятки найкращих пісень в Австрії, Бельгії та Німеччині.

## Музичне відео
Айліш випустила музичне відео на пісню «Everything I Wanted» 23 січня 2020 року і оголосила про його прем'єру того ж дня в Instagram у публікації з підписом «щось наближається». Режисером відео виступила сама Айліш, яка заявила: «Мій брат і я написали цю пісню один про одного, і я хотіла створити візуальний образ, який підкреслює, що незважаючи ні на що, ми будемо поруч один з одним у всьому. Це вже друге відео, яке я зняла». Айліш хотіла, щоб відео продемонструвало стосунки між нею та її братом.
Відео починається з тексту «Фіннеас — мій брат і найкращий друг. Попри обставини, ми завжди були й завжди будемо поруч». Айліш веде машину, а Фіннеас О'Коннелл є пасажиром, що сидить на передньому сидінні; вони порожньо дивляться перед собою, а їхні тіла невиразні. Брат та сестра їдуть ніби уві сні, а їхнє оточення нагадує місця в Каліфорнії. Айліш співає про те, як уві сні вона стрибнула з мосту Золота Брама в Сан-Франциско, і на неї не звернули уваги її близькі та шанувальники. О'Коннелл дивиться у вікно, поки вони їдуть тунелем і виїжджають з міста; вони мандрують через пустелю та повз долину, а потім перетинають через Лонг-Біч, штат Каліфорнія, та в'їжджають в океан. Машину зносить море, вона повільно тоне і починає наповнюватися водою. Айліш і О'Коннелл не реагують на те, що машина продовжує тонути. О'Коннелл простягає руку, і Айліш хапає її; вони дивляться один на одного й усміхаються. Фари автомобіля мерехтять і гаснуть. Відео закінчується тим, що брат й сестра все ще тримаються за руки, а машина продовжує тонути.
Музичне відео було позитивно сприйняте критиками. Ребекка Альтер з Vulture назвала відео «дуже хорошим» і прокоментувала, що «схоже, його зняв оператор, який знімав Довгу ніч у „Грі престолів“» . Джордин Тілчен з MTV похвалила Айліш за режисуру відео та сказала, що «її навички сяють у цьому проєкті». Лейла Халаб'ян з Nylon написала: «Відео [вносить] новий сенс у вислів: Кров густіша за воду» (маючи на увазі, що родинні стосунки міцніші за будь-які інші). Деррік Россіньол з Uproxx назвав візуальне зображення "тіньовим кліпом, зрежисованим Айлішем", тоді як Алісса Куїлс з Alternative Press назвала його "приголомшливим" . У своєму огляді для Complex Джошуа Еспіноза сказав, що послання Айліш до її брата є «щирим». . Мікеле Мендес з Elite Daily порівняла історію відео та концепцію стосунків брата і сестри, сказавши, що «вони зробили відео, присвячене їхньому непорушному зв’язку». У статті для The Fader, Джордан Дервіль порівняв продакшн відео з роботами англійського музиканта Джеймса Блейка.

## Виконання наживо та кавер-версії
Айліш вперше виконала «Everything I Wanted» наживо в грудні 2019 року в Мехіко під час останньої зупинки свого туру «When We All Fall Asleep Tour» і під час акустичного шоу Apple Live у театрі Стіва Джобса в Купертіно того ж року. "Everything I Wanted" була включена в її сет-лист для світового турне Where Do We Go? (2020). Айліш виконала пісню наживо з О'Коннеллом, який грав на акустичній гітарі, для Blux у лютому 2020 року. У квітні того ж року пара виконала акустичну версію «Everything I Wanted» під час 50-хвилинної прямої трансляції для Verizon Communications. 7 лютого 2020 року Аліша Кіз виконала кавер на пісню «Everything I Wanted» в програмі Live Lounge на BBC Radio 1. 9 березня 2020 року Джей Пи Купер і його гурт виконали кавер на пісню для Billboard. 13 березня 2020 року Джорджія записала кавер на пісню «Everything I Wanted» на Abbey Road Studios у Лондоні. Сем Мур з NME написав, що нова версія змішала разом «елементи електропопу та оркестрової музики». 13 березня 2020 року англійський інді-роковий гурт Gengahr виконав кавер на пісню для програми Like a Version на радіо Triple J. Гурт додатково виконав свій трек «Heavenly Maybe» Виконання Gengahr пісні «Everything I Wanted» пізніше було випущено як сингл.

## Учасники запису
Дані взяті з онлайн-сервісу Tidal.
- Біллі Айліш — вокал, автор пісень
- Фіннеас О'Коннелл — продюсер, автор пісень, інженер, бек-вокал, програміст ударних, бас, піаніно, синтезатор
- Джон Грінхем — мастеринг
- Роб Кінельскі — зведення

## Хіт-паради
| Хіт-парад (2019—2021)                     | Найвища позиція |
| ----------------------------------------- | --------------- |
| Австралія (ARIA)                          | 2               |
| Австрія (Ö3 Austria Top 75)               | 3               |
| Бельгія (Ultratop Flanders)               | 5               |
| Бельгія (Ultratop Wallonia)               | 6               |
| Канада (Canadian Hot 100)                 | 6               |
| Канада (AC) (Billboard)                   | 45              |
| Канада (CHR/Top 40) (Billboard)           | 6               |
| Канада (Hot AC) (Billboard)               | 16              |
| Канада Rock (Billboard)                   | 28              |
| СНД (Tophit)                              | 6               |
| Croatia International Airplay (Top lista) | 31              |
| Чехія (Singles Digitál Top 100)           | 2               |
| Данія (Tracklisten)                       | 4               |
| Estonia (Eesti Tipp-40)                   | 1               |
| Фінляндія (Suomen virallinen lista)       | 2               |
| Франція (SNEP)                            | 33              |
| Німеччина (Media Control AG)              | 9               |
| Billboard Global 200                      | 82              |
| Greece International (IFPI)               | 2               |
| Угорщина (Dance Top 40)                   | 6               |
| Угорщина (Rádiós Top 40)                  | 7               |
| Угорщина (Single Top 40)                  | 4               |
| Угорщина (Stream Top 40)                  | 3               |
| Iceland (Tónlistinn)                      | 7               |
| Ірландія (IRMA)                           | 1               |
| Італія (FIMI)                             | 20              |
| Японія (Japan Hot 100)                    | 66              |
| Latvia (LaIPA)                            | 1               |
| Lebanon (Lebanese Top 20)                 | 4               |
| Lithuania (AGATA)                         | 1               |
| Malaysia (RIM)                            | 4               |
| Mexico (Billboard Mexican Airplay)        | 12              |
| Нідерланди (Dutch Top 40)                 | 7               |
| Нідерланди (Mega Single Top 100)          | 4               |
| Нова Зеландія (RIANZ)                     | 2               |
| Норвегія (VG-lista)                       | 1               |
| Португалія (AFP)                          | 5               |
| Puerto Rico (Monitor Latino)              | 17              |
| Russia Airplay (Tophit)                   | 4               |
| Шотландія (Official Charts Company)       | 10              |
| Serbia (Radiomonitor)                     | 3               |
| Singapore (RIAS)                          | 4               |
| South Korea (Gaon)                        | 102             |
| Іспанія (PROMUSICAE)                      | 16              |
| Швеція (Sverigetopplistan)                | 3               |
| Швейцарія (Media Control AG)              | 2               |
| Велика Британія (Official Charts Company) | 3               |
| США (Billboard Hot 100)                   | 8               |
| США (Adult Contemporary) (Billboard)      | 23              |
| США (Adult Top 40) (Billboard)            | 5               |
| США (Hot Dance Airplay) (Billboard)       | 5               |
| США (Hot Dance Club Songs) (Billboard)    | 40              |
| США (Hot Rock Songs) (Billboard)          | 2               |
| США (Mainstream Top 40) (Billboard)       | 5               |
| US Rolling Stone Top 100                  | 1               |

| Хіт-парад (2019)       | Найвища позиція |
| ---------------------- | --------------- |
| Latvia Airplay (LaIPA) | 10              |

| Хіт-парад (2019)           | Позиція |
| -------------------------- | ------- |
| Hungary (Stream Top 40)    | 57      |
| Latvia (LaIPA)             | 98      |
| Netherlands (Dutch Top 40) | 89      |

| Хіт-парад (2020)                            | Позиція |
| ------------------------------------------- | ------- |
| Australia (ARIA)                            | 38      |
| Austria (Ö3 Austria Top 40)                 | 74      |
| Belgium (Ultratop Flanders)                 | 28      |
| Belgium (Ultratop Wallonia)                 | 20      |
| Canada (Canadian Hot 100)                   | 24      |
| CIS (Tophit)                                | 14      |
| Denmark (Tracklisten)                       | 33      |
| France (SNEP)                               | 100     |
| Germany (Official German Charts)            | 58      |
| Hungary (Dance Top 40)                      | 50      |
| Hungary (Rádiós Top 40)                     | 81      |
| Hungary (Single Top 40)                     | 34      |
| Hungary (Stream Top 40)                     | 38      |
| Iceland (Tónlistinn)                        | 22      |
| Ireland (IRMA)                              | 23      |
| Netherlands (Single Top 100)                | 67      |
| New Zealand (Recorded Music NZ)             | 36      |
| Norway (VG-lista)                           | 26      |
| Portugal (AFP)                              | 22      |
| Russia Airplay (Tophit)                     | 9       |
| Sweden (Sverigetopplistan)                  | 57      |
| Switzerland (Schweizer Hitparade)           | 34      |
| UK Singles (OCC)                            | 29      |
| US Billboard Hot 100                        | 18      |
| US Adult Top 40 (Billboard)                 | 18      |
| US Dance/Mix Show Airplay (Billboard)       | 17      |
| US Hot Rock & Alternative Songs (Billboard) | 20      |
| US Mainstream Top 40 (Billboard)            | 17      |
| US Rock Airplay (Billboard)                 | 3       |

| Хіт-парад (2021)       | Позиція |
| ---------------------- | ------- |
| Hungary (Dance Top 40) | 26      |
| Portugal (AFP)         | 126     |

## Сертифікації
| Регіон | Сертифікація   | Продажі    |
| --- | -------------- | ---------- |
| Австралія (ARIA) | 8× Платиновий  | 560 000    |
| Австрія (IFPI Austria)                                                                                                 | 2× Платиновий  | 60 000     |
| Бельгія (BEA) | Платиновий     | 40 000     |
| Бразилія (ABPD) | 2× Діамантовий | 320 000    |
| Канада (Music Canada)                                                                                                  | 7× Платиновий  | 560 000    |
| Данія (IFPI Denmark)                                                                                                   | 2× Платиновий  | 180 000    |
| Франція (SNEP) | Платиновий     | 200 000    |
| Німеччина (BVMI) | Платиновий     | 400 000    |
| Італія (FIMI) | Платиновий     | 70 000     |
| Нова Зеландія (RIANZ)                                                                                                  | 4× Платиновий  | 120 000    |
| Норвегія (IFPI Norway)                                                                                                 | 2× Платиновий  | 120 000    |
| Польща (ZPAV) | 3× Платиновий  | 150 000    |
| Португалія (AFP) | 3× Платиновий  | 30 000     |
| Іспанія (PROMUSICAE)                                                                                                   | 2× Платиновий  | 120 000    |
| Велика Британія (BPI)                                                                                                  | 2× Платиновий  | 1 200 000  |
| США (RIAA) | 3× Платиновий  | 3 000 000  |
| Streaming |                |            |
| Греція (IFPI Greece)                                                                                                   | 2× Платиновий  | 4 000 000  |
| Швеція (IFPI Sweden)                                                                                                   | Платиновий     | 12 000 000 |
| продажі+прослуховування, що базуються лише на сертифікаціях · лише прослуховування, що базуються лише на сертифікаціях |                |            |